# Matiasze
Matiasze (ukr. Матяші, Matiaszi) – wieś na Ukrainie w rejonie kamioneckim obwodu lwowskiego. W 2001 roku liczyła 69 mieszkańców.